# Trame verte
 (février 2025).
« Trame verte et bleue » redirige ici. Pour la déclinaison française, voir Trame verte et bleue française.

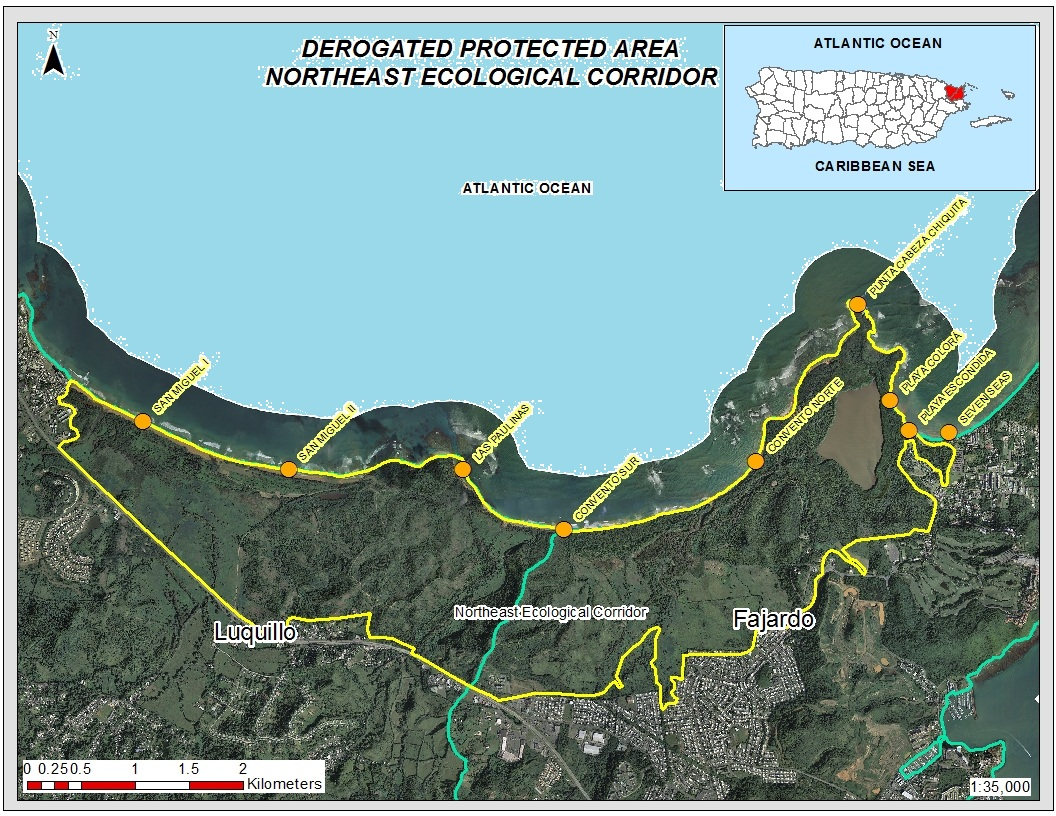
Exemple de cartographie des corridors biologiques (littoral de l'île de Porto Rico

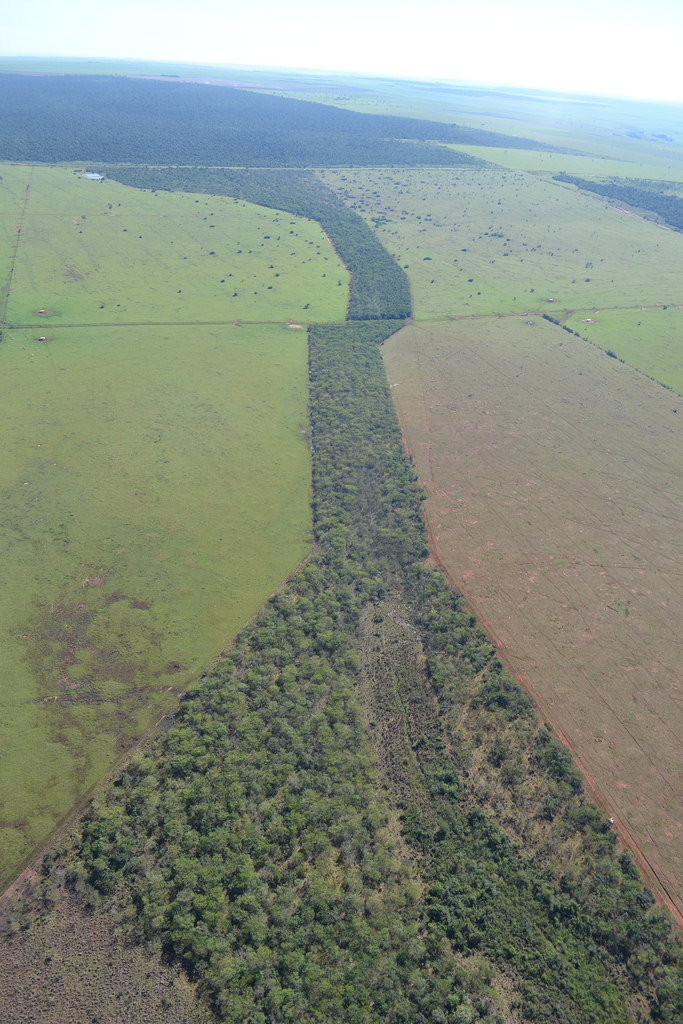
Corridor forestier, Pontal do Paranapanema (Brésil, Ouest de l'État de Sao Paulo) dans un contexte d'artificialisation, fragmenté à deux reprises

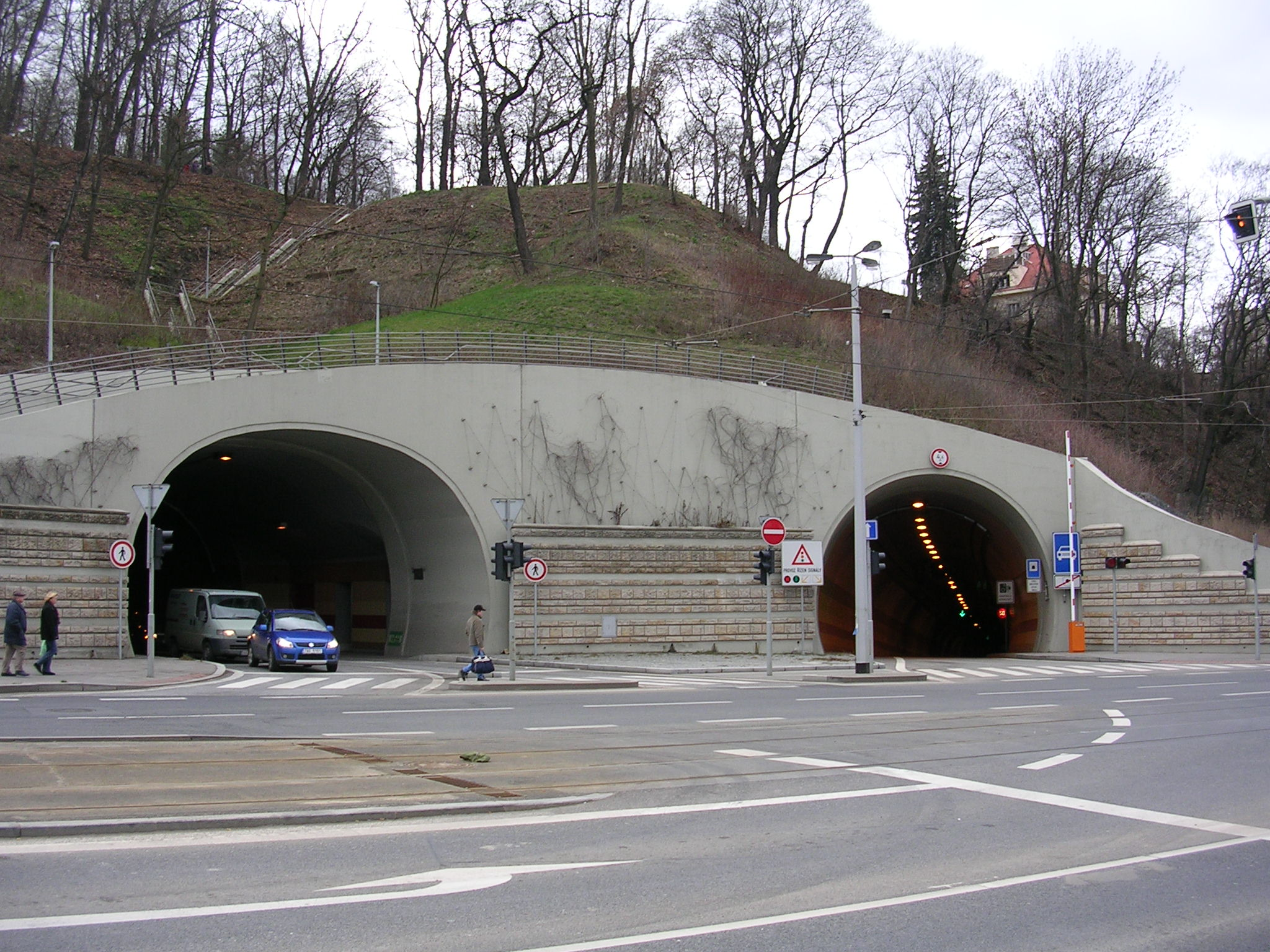
Localement, des aménagements en tunnels permettent de conserver des zones vertes continues, jouant le rôle d'écoducs. Ceux-ci permettent à de nombreuses espèces de traverser les axes de transports, souvent très fréquentés aux abords des villes (ici le Tunnel Mrázovka à Prague en République tchèque).

La trame verte (ou en France Trame verte et bleue) est un concept qui, dans les pays francophones, date des années 1980-1990. Il est en partie issu des travaux préparatoires au sommet de la Terre de Rio (1992), de l'écologie du paysage et du projet de réseau écologique paneuropéen alors préparé par le Conseil de l'Europe. Pour les années 1990 à 2005, cette expression couvre des réalités diverses, selon l'époque, le pays ou le domaine considérés (urbanisme, paysage, environnement, écologie urbaine et autres projets de collectivités locales).
On peut classer les trames vertes en deux catégories :
1. Un réseau plus ou moins physiquement connecté d'espaces verts, sans exigence ou cohérence écologiques fortes, souvent structurés autour de chemins de promenades ou randonnées ;
2. Un maillage écologique, local ou régional, dont la conception et le suivi s'appuient sur une approche scientifique et généralement accompagnée d'une cartographie SIG ainsi que d'indicateurs de résultats. Cette dernière catégorie est souvent le fait de villes, ou grandes agglomérations ou pays d'Europe du Nord. C'est le cas en France de la « trame verte et bleue française » en cours d'élaboration depuis la fin des années 1990 dans certaines régions, puis proposée à échelle nationale par le Grenelle de l'environnement (en 2007), préparée par la loi Grenelle I, et précisée par la loi Grenelle II.

Des approches intermédiaires existent, telle que la Trame verte et bleue de Bruxelles.
Le concept de trame verte et bleue connaît un grand succès, en Europe et en France (surtout depuis les années 2000). C'est un facteur de cohérence écologique, de coopération intercommunale environnementale, mais encore en appropriation par les habitants, élus, techniciens et collectivités. Pour cette raison, il semble mieux traduit dans les documents d'urbanisme (sur le papier) qu'appliqué à grande échelle ou à échelle fine sur le terrain, et en se heurtant parfois à des réglementations contradictoires ou jugées prioritaires ou à une gouvernance encore très centralisée qui ne facilite pas le passage des théories scientifiques de l'écologie du paysage à l'action de terrain, en ville, dans les campagnes ou plus encore sur et sous la mer.

## Définition en forme de métaphore
Pour faciliter les échanges entre acteurs concernés, le conseil régional du Nord-Pas-de-Calais et la Direction régionale de l'Environnement (DIREN) de cette région ont, en mars 2000, enrichi leur définition de trame verte par deux métaphores : 
« Nous comprenons intuitivement que la trame verte est une notion biogéographique qui, par analogie à la trame d'une étoffe, évoque à la fois un état et des fonctions.

À titre d'image, les fils de maille et fils de trame confèrent sa qualité à une étoffe : plus les fils sont fragilisés, ou manquants, plus le tissu menace de se déchirer.

De manière métaphorique, dans l'image ci-contre, on peut imaginer que chaque brin représente une espèce, que chaque fil est un groupe d'espèces ou un écosystème, et considérer qu'au-delà d'un certain seuil de dégradation, c'est toute l’étoffe (la biodiversité ou la biosphère à plus grande échelle) qui est menacée.

Une métaphore aussi simple, mais plus conforme à la complexité de la réalité, serait de comparer la trame verte au maillage des réseaux sanguins, nerveux, lymphatiques qui doivent être non seulement en bon état, mais correctement connectés entre eux, ainsi qu’avec nos cellules et nos organes, pour assurer notre survie. »

## Cadre: le développement durable

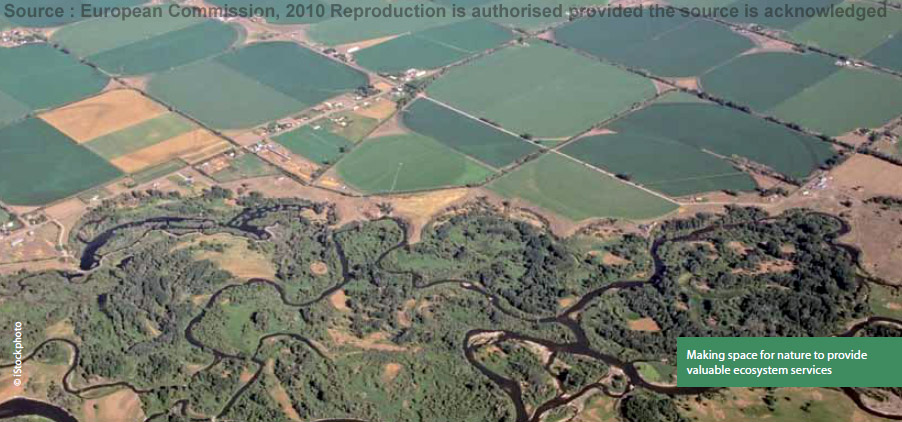
Infrastructures vertes

Dans les domaines théoriques et pratiques de la biogéographie, de l'écologie du paysage, et en application des principes du développement soutenable tels que définis à Rio au Sommet de la Terre, la notion de trame verte renvoie aux notions plus précises de maillage écologique, d'infrastructure naturelle (ou réseaux de corridors biologiques).
Lorsque certains acteurs de l'Aménagement du territoire ont commencé à intégrer ces notions, l'expression trame verte a alors pu désigner la déclinaison régionale ou locale du Réseau écologique paneuropéen proposé par le Conseil de l'Europe.

## Concept qui a évolué avec le temps
En Europe, la notion de trame verte périurbaine est née en Allemagne dans les années 1920, portée par l’Office du Logement Ruhrkohlenbezirk.
En France, elle a été évoquée dans les années 1940 à Paris, avec l'idée de relier entre eux les espaces verts par des voies piétonnes et cyclables, dans une perspective hygiéniste. Puis dans les années 1990 l'approche est devenue davantage écopaysagère, par exemple dans le Nord-Pas-de-Calais, alors que le Conseil régional en 1993 dans le cadre d'un projet dit Projet Ecotone lançait, avec la Direction régionale de l'Environnement une dynamique d'étude et de restauration d'un maillage écologique (trame écologique régionale), s'appuyant sur un outil expérimental dit Contrat de corridor, le conseil général du Nord, avec le CAUE du Nord publiait un classeur intitulé Trame verte, qui mettait à disposition des élus et habitants du Département une première classification des entités paysagères, mais sans la notion de connectivité biologique ou écopaysagère. Dans ce cadre, la communauté urbaine de Dunkerque produisait un « cadastre vert » (réseau cartographié des espaces verts publics et privés), et un groupe de travail associait dans l'Eurorégion le Kent, la Région wallonne, Bruxelles-capitale et le Nord-Pas-de-Calais dans une réflexion commune sur la biodiversité. La réalisation d'un « Cadastre vert » selon les méthodes de l'écologie urbaine, est depuis reprise au niveau de villes ou de département.
On parle maintenant aussi de trame verte urbaine. Ainsi, Bruxelles-Capitale a mis en place un Plan régional de développement visant à « améliorer le cadre de vie » qui recommande un « maillage vert et bleu », qui, étant donné un contexte très urbain, ne donne pas priorité à la Biodiversité, consistant aussi à « relier les espaces verts entre eux afin de créer des continuités vertes et d’offrir ainsi au citoyen, où qu’il se trouve en ville, des espaces de vie et de déplacement qui allient à la fois convivialité et sécurité ».
En France, en application de la loi Voynet, le pays commençait à décliner dans son Droit national la stratégie paneuropéenne pour la protection de la diversité biologique et paysagère. Les DIRENs de France ont alors dressé chacune un profil environnemental régional, dans le cadre du Schéma de services collectifs Espaces Naturels et Ruraux. Le Conseil régional Nord-Pas-de-Calais a ensuite mis en place avec l'Agence de l'environnement et de la maîtrise de l'énergie un outil permettant aux agglomérations d'également dresser un profil environnemental local. Puis une Trame verte et bleue (ou TVB) a été préparée, définie et mise en place par le conseil régional avec de nombreux acteurs (scientifiques, associations, collectivités, …). Dans cette même région Nord-Pas-de-Calais, un Atlas et un Schéma régional Trame verte et bleue (SRTVB) ont été élaborés en 2004 et validés en 2007, réalisés avec l'aide de l'Europe dans le cadre d'un programme Interreg avec le Kent (en) intitulé Conservation de l'infrastructure naturelle transfrontalière (octobre 2003/octobre 2005). Les notions de maillage écologique et de pollution lumineuse ont également, et pour la première fois, été reprises dans un Atlas régional du paysage (celui du Nord-Pas-de-Calais, publié en 2008. Ainsi au cours du temps, est-on passé d'un projet orienté sur le paysage à un projet visant la restauration, protection et gestion des milieux et une défragmentation écologique du territoire. La région Alsace, le conseil général de l'Isère ont aussi expérimenté des dispositifs de ce type. Le Grenelle de l'environnement, via les lois Grenelle I puis Grenelle II (loi portant engagement national pour l'environnement), ont territorialisé la trame verte et bleue française via les schémas régionaux de cohérence écologique, la trame bleue s'appuyant notamment sur les schémas d'aménagement et de gestion des eaux et les schémas directeurs d'aménagement et de gestion des eaux.
Les orientations nationales ont été mises à la disposition du public du 17 novembre au 9 décembre 2011, en vue de recueillir ses observations, et ont été adoptées par décret en Conseil d’État (décret n° 2014-45 du 20 janvier 2014 portant adoption des orientations nationales pour la préservation et la remise en bon état des continuités écologiques).

## Apports de l’écologie du paysage
Après la notion innovante d'infrastructure naturelle utilisée officiellement pour la première fois en France en 1994 par le préfet Paul Bernard pour son rapport sur les zones humides (septembre 1994), et avec le concept de réseau de corridors biologiques, de noyaux et de zones tampons, la notion de trame verte a été préfigurée puis introduite dans le domaine de l’aménagement du territoire via le Profil environnemental régional que les DIREN ont dû produire. Parallèlement, un certain nombre d'universités ou grandes écoles développaient certains aspects de l'Écologie du paysage (à Rennes, Montpellier, Marseille, Besançon, Nantes en France, par exemple).
Mais les écologues nouvellement formés à ces concepts ne sont pas arrivés tout de suite dans les administrations et collectivités locales. Ce n'est que dans les années 2000 que les communes et agglomérations ont véritablement saisi ces questions pour les décliner concrètement dans leur gestion des territoires. Ainsi en France, la communauté urbaine de Dunkerque avait-elle dès la fin des années 1990 mis en place un cadastre vert, ainsi - avec le Centre national de la fonction publique territoriale - qu'une formation sur la gestion différenciée. Dans la même région, la Mission Bassin minier a produit une Trame verte du Bassin minier, la communauté urbaine de Lille a acheté des espaces pour les réhabiliter avec le parc de la Deûle notamment, visant une reconnexion écologique avec la Belgique et les trames vertes périphériques (dont celle du bassin minier), alors que de nombreuses autres villes intégraient peu à peu tout ou partie de la notion de trame écologique, parfois en y associant les habitants dans le cadre d'un Agenda 21 ou de jardins communautaires par exemple.

## Aspects scientifiques
En termes d’écologie du paysage une trame verte est la somme des zones de connexion biologique et des habitats naturels connectés. Autrement dit : le réseau des éléments de territoire et de milieux qui constituent ou connectent entre eux :
- les habitats naturels de la flore et de la faune sauvages et spontanées,
- les sites de reproduction,
- les sites de nourrissage,
- les sites de repos et d’abri,
- les « couloirs » (corridors) de déplacement (dont migrations) de la faune sauvage,
- les « couloirs » (corridors) de dispersion de la flore.

L’état et la qualité de la Trame se mesurent dans la qualité et la quantité des habitats naturels et des connexions biologiques entre ces habitats. Les habitats sont en quelque sorte les nœuds du maillage, et ils jouent le rôle de réservoir de gènes, d’espèces, de communautés pour la biodiversité.
Les constituants de la trame verte sont souvent de fait des continuums biologiques ou physiques.
- Ils peuvent être continus ou en « pointillé » (on parle alors parfois de structures en gué).
- Ils peuvent être permanents ou non (Cf. migration des oiseaux, poissons, amphibiens, insectes), différents selon les espèces ou groupes d’espèces.
- Ils peuvent être « immatériels » (axes migratoires des oiseaux, des poissons marins).

À titre d’exemple, sont considérés comme éléments de trame verte : certaines forêts, les zones humides, les coteaux calcaires, les zones dunaires, les falaises, les haies, dans la mesure où ils constituent des milieux plus épargnés par les impacts des activités humaines ou infrastructures (perturbations, pollutions, bruit, pollution lumineuse, engrais et pesticides ou destruction directe).
Des corridors biologiques, fonctionnels pour un grand nombre d'espèces, peuvent aussi résulter d’aménagements humains qui n’avaient pas vocation à les créer. Exemples :
- Réseaux bocagers, coteaux calcaires et ripisylves, landes, délaissés…
- Certains talus routiers ou autoroutiers,
- Bords de canaux, de watringues, réseaux de fossés, voies ferrées (abandonnées ou non), réseaux de jardins,
- Réseaux de carrières, ou de milieux apparus dans d'anciennes clairières ou gravières,
- Friches industrielles (souvent connectées à des espaces sources par des berges de canaux ou d'anciennes voies ferrées…

### Multi-échelle
La trame verte est dite multi-scalaire, car s’appréciant et fonctionnant à toutes les échelles spatiales ; par exemple :
- à l’échelle des grands couloirs de migration pour les oiseaux (échelle du paléarctique nord-occidental notamment pour l'Europe de l'ouest),
- à échelle paysagère (pour les mammifères terrestres),
- ou à échelle plus locale (berge de rivière, fossé),
- à différentes échelles administratives (pays, région, pays (au sens de la loi Voynet), département, parc naturel régional, agglomération, ville, etc.

Elle s’apprécie aussi dans le temps : certains corridors ne remplissent leur fonction qu’à certaines époques de l’année (ex : corridors de migration pour les amphibiens, poissons, oiseaux ou papillons migrateurs), ou ponctuellement lors de migrations imposées par des aléas climatiques ou de type incendies…
Ainsi, à titre d'exemple, la trame verte d'agglomération du SCOT du Dunkerquois tient-elle compte à la fois de la trame verte régionale (s'insérant elle-même dans le réseau écologique paneuropéen (ou infrastructure verte) et des projets et potentiels de chaque commune.

### Ce que n'est pas la trame verte
La Trame verte vise à réduire les habitats naturels anormalement fragmentés, ainsi que les espaces et éléments limitant ou empêchant la circulation de la faune et de la flore sauvages : comme des cultures intensives (cf. pesticides/biocides), de l’urbanisation ou toute infrastructure fragmentant le paysage. Par exemple, un axe TGV désherbé et doublement clôturé est infranchissable pour la plupart des espèces (sauf au niveau des rares passages à faune), alors qu'une infrastructure de transport en tunnel maintient une continuité écologique et paysagère (assure une continuité fonctionnelle de déplacement des espèces).
Contrairement à certaines idées reçues :
- La trame verte n’est pas de l’aménagement paysager au sens courant du terme, mais elle « produit » du paysage et des aménités. Le code de l'environnement prévoit (article R. 371-19) que « les corridors peuvent être (…) paysagers ».
- L’objectif recherché n’est pas prioritairement esthétique, ni économique, mais bien patrimonial, même si elle apporte aussi de très nombreux bénéfices (Cf. les services écologiques « gratuitement » rendus par la biodiversité) et si elle aussi a pour objectif « l'amélioration de la qualité et de la diversité des paysages » (article L. 371-1 du code de l'environnement).
- La trame verte n'est pas systématiquement végétalisée : mer, eaux de surface ou certains cours d'eau souterrains, sable, falaises, galets, cavernes et milieux souterrains, en sont des éléments.
- Sa structure n’est pas figée : il s’agit d’une mosaïque vivante qui doit pouvoir évoluer, assemblant les stades variés de développement d'habitats ayant des dynamiques évolutives propres et interdépendantes ; ces dynamiques étant de plus en plus affectées par l'influence de l'Homme dans le temps et l’espace (dont par le dérèglement climatique). La fonction globale de connexion écologique qui fonde cette trame, doit, elle, par contre être durable…

### Objectifs
Une trame verte a généralement un triple objectif : restaurer, protéger et gérer in situ la biodiversité (ainsi que le paysage : Loi du 12 juillet 2010, article 121), en favorisant l'auto-entretien, par le maintien des conditions minimales de vie et de circulation nécessaires à la survie des espèces. 
La création d’une trame verte vise théoriquement une plus-value pour l'écosystème et la biodiversité, globalement, et donc en faveur des règnes végétal, animal et fongique, et des microorganismes. Elle ne devrait jamais s’effectuer au détriment et/ou en substitution d'un patrimoine naturel de valeur. Néanmoins, à échelle locale, il arrive, provisoirement, que pour des raisons scientifiquement justifiées une partie de la trame verte (certains types de corridors biologiques, de zones tampons ou de noyaux…) soit conçue pour favoriser une ou plusieurs espèces menacées, ou jugées prioritaires (ex : espèces pionnières ou secondaires pour cicatriser un paysage dégradé, ou espèce remarquable et vulnérable ou dont la conservation est jugée prioritaire dans le contexte du moment).
Par exemple, la plantation d’une peupleraie dans une zone humide, même si elle peut assurer la fonction de corridor écologique pour quelques espèces, est à proscrire, car elle se substitue à un élément de trame verte existant (la zone humide), plus rare, plus riche que ladite peupleraie ferait disparaître.
La notion de hiérarchisation patrimoniale permise par un état initial de qualité est donc le préalable indispensable à toute décision d’aménagement de trame verte.

## Fonctions généralement attribuées aux trames vertes
On leur attribue deux fonctions écologiques principales :
- Restauration et maintien des habitats riches en biodiversité, habitat étant entendu ici au sens d'habitat naturel, et en Europe, a minima au sens de la Directive habitats européenne.
- Connectivité biologique : il s'agit d'offrir des conditions normales ou optimales de déplacement pour les espèces (et donc les biocénoses, les gènes…) qui devraient normalement circuler sur un territoire donné en l'absence d'empreinte humaine marquée.

## Infrastructures végétalisées et biodiversité
Les infrastructures végétalisées regroupent des technologies vertes et des pratiques de verdissement conçues pour remplacer ou complémenter certains aménagements traditionnels tout en offrant une valeur ajoutée pour l’environnement. Ces infrastructures intègrent des plantes vivantes dans leur conception, favorisant ainsi le développement durable des centres urbains. Elles s’inscrivent dans la liste des solutions fondées sur la nature et présentent un intérêt particulier pour la biodiversité en fournissant des habitats et des ressources alimentaires à de nombreuses espèces fauniques.
Ces infrastructures, largement implémentées en milieu urbain, permettent de pallier divers problèmes, notamment les îlots de chaleur causés par des surfaces minéralisées telles que les autoroutes et les stationnements. Elles peuvent également réduire l’accumulation des eaux de ruissellement en cas de fortes pluies ou d’inondations grâce à l’infiltration dans le sol. Par ailleurs, l’ajout d’espaces végétalisés dans les zones urbaines offre aux résidents des espaces esthétiques et apaisants qui favorisent la santé mentale et réduisent le stress,.

### Entretien
Contrairement aux infrastructures traditionnelles en béton ou en asphalte, les infrastructures végétalisées nécessitent un entretien plus fréquent en raison de leur caractère vivant. Cela inclut l’arrosage, le désherbage et le renouvellement du terreau et du substrat pour garantir un apport en nutriments suffisant à la croissance et à la pérennité des plantes. L’un des défis majeurs pour les municipalités est de maintenir ces infrastructures en bon état afin de préserver leur efficacité initiale.

### Connectivité
Une valeur ajoutée majeure des infrastructures végétalisées réside dans leur capacité à renforcer la connectivité écologique, c’est-à-dire de créer des corridors écologiques permettant les déplacements des espèces fauniques. Cela est particulièrement important dans des régions métropolitaines comme l’Île de Montréal, à proximité d’espaces verts protégés, tels que le refuge d’oiseaux migrateurs de l’Île-aux-Hérons, jouent un rôle essentiel pour le cycle de vie de plusieurs espèces migratrices. Ces habitats servent de halte migratoire et de site de nidification pour des espèces telles que le grand héron, le carouge à épaulettes et la paruline jaune, contribuant ainsi à la pérennité de ces populations.

### Arbres de rue, plantation en milieu minéralisé et biorétention
Les arbres de rue et les plantations en milieux minéralisés sont des aménagements fondamentaux dans les espaces urbains. Étant donné la grande propension de la présence de surfaces minéralisées, comme le béton et l’asphalte, ceci rend difficile l’infiltration de l’eau de pluie et crée des îlots de chaleur qui augmentent la température de l’air ambiant. L’intégration de végétation dans ces espaces permet d’atténuer ces problèmes en réduisant la température locale, en laissant s’infiltrer les surplus d’eau de pluie et en améliorant la qualité de l’air. Dépendamment du plan de l’infrastructure, les dispositifs de biorétention peuvent servir à limiter les débordements d’eaux causée par les pluies torrentielles et le ruissellement sur les surfaces minéralisées qui n’offrent pas de possibilité d’infiltration au surplus d’eau. Pour maximiser leur efficacité, il est important de ne pas créer de bordure cimentée entre la rue et la plate-bande, et préférablement de créer un canal ou voie d’écoulement qui conduit le surplus d’eau de la rue à la plate-bande. Étant donné cette fonction, les plantations en milieu minéralisées servant de biorétention requiert un entretien moindre au niveau de l’arrosage. Elles offrent également des habitats pour les insectes pollinisateurs et d’autres espèces fauniques.
Le projet « Green Streets », entrepris à Toronto, combine l’implantation d’arbres et de plantes avec des dispositifs de gestion des eaux pluviales pour limiter les débordements lors de fortes pluies, en offrant au passage un espace propice pour l’établissement de la faune et de la flore indigène. Ce type de projet montre l’efficacité de ces aménagements dans la gestion de l’eau et de la biodiversité urbaine.

### Les bandes riveraines et la stabilisation végétale des sols et de la berge
Les bandes riveraines, qui sont des zones végétalisées le long des rives des cours d’eau, jouent un rôle crucial dans la protection des milieux aquatiques. Ces infrastructures sont essentielles pour prévenir l’érosion des berges par l’enracinement du substrat, améliorer la qualité de l’eau en filtrant les polluants, et offrir des habitats pour une large variété d’espèces animales. En outre, elles permettent la régulation naturelle du débit des cours d’eau et l’amélioration de la biodiversité des écosystèmes aquatiques. Cette solution pourrait potentiellement être appliquée, par exemple, dans les cas de création et d’utilisation des barrages hydroélectriques au Québec, qui inondent certaines sections en amont. La plantation stratégique de végétaux en bordure des plans d’eau permettrait de réduire les problèmes de contamination de l’eau par les minéraux présents dans les terres inondées par l’activité du barrage.[réf. nécessaire]
Au Québec, le projet de restauration des berges du lac Saint-Charles combine la stabilisation des sols par des plantes et la filtration des polluants pour préserver la qualité de l’eau et la biodiversité locale. Ce type de projet est essentiel pour maintenir l’équilibre écologique des zones riveraines, particulièrement face aux menaces posées par le changement climatique. Toujours au Québec, le village d’Oka a employé cette stratégie pour stopper la menace des glissements de terrain avec la plantation de milliers de pins sur les dunes sablonneuses surplombant le village.

### Les haies brise-vent
Les haies brise-vent sont utilisées dans les zones agricoles pour limiter la dégradation des sols et des récoltes et pour augmenter la résilience des écosystèmes face aux perturbations climatiques, comme les sécheresses et les tempêtes. En plus de leurs avantages en matière de gestion de l’eau et de réduction de l’érosion, elles créent des habitats pour les oiseaux, les insectes et les petits mammifères. Dépendamment de leur emplacement et de la manière dont elles sont implémentées, elles peuvent aussi avoir la fonction de réduire les odeurs provenant de l'épandage du fumier sur les sols destinés à la production alimentaire en agissant de barrière anti-odeur.[réf. nécessaire]

### Les marais filtrants
Les marais filtrants sont des zones humides artificielles qui exploitent les capacités naturelles des plantes aquatiques pour purifier les eaux usées ou de ruissellement. Ces infrastructures permettent de filtrer les nutriments excédentaires et les contaminants présents dans l’eau, tout en créant des habitats pour une grande diversité d’espèces aquatiques et terrestres.[réf. nécessaire]
De tels systèmes montrent comment la combinaison de végétation et d’infrastructures peut améliorer la gestion de l’eau tout en soutenant la biodiversité .

### Les murs et les toits végétalisées
Les murs végétalisés et les toitures végétalisées sont des solutions populaires pour la gestion des îlots de chaleur urbains et pour améliorer l’isolation thermique des bâtiments. Ces infrastructures offrent des avantages tels que la réduction des coûts énergétiques de chauffage, augmente la durée de vie des matériaux utilisés dans la construction des murs et du toit en les protégeant des éléments extérieurs, la filtration de l’air et l'amélioration de la gestion ménagère des eaux pluviales. Elles servent de refuges pour les insectes pollinisateurs, tel que les abeilles et les papillons, et offrent des sites de nidification pour les oiseaux.

### Les refuges à insectes
Les refuges, ou hôtels à insectes sont des structures spécialement conçues pour offrir des habitats adaptés aux besoins de diverses espèces d’insectes, notamment les pollinisateurs, les insectes auxiliaires et ceux jouant un rôle clé dans les écosystèmes. Ces aménagements se composent de matériaux naturels tels que des morceaux de bois percés, des bûches, des tiges creuses, des briques trouées ou des amas de paille, chacun visant à accueillir une catégorie particulière d’insectes. Les couleurs de bois et trous de différentes tailles dans les morceaux de bois, par exemple, servent de refuges pour des abeilles solitaires, tandis que les amas de brindilles peuvent abriter des coccinelles ou des chrysopes. Pour les bourdons, plusieurs espèces vont directement nicher au ras le sol, dans des trous ou terriers abandonnés de petits rongeurs.
Ces infrastructures offrent des espaces de nidification et de refuge en milieu urbain ou agricole, où les habitats naturels tendent à disparaître. Elles favorisent aussi les fonctions écologiques essentielles des insectes, telles que la pollinisation et la régulation des populations de ravageurs. Par ailleurs, l’intégration de flaques ou point d’eau peu profondes et ayant une inclinaison faible à proximité des refuges est essentielle pour permettre aux insectes de s’abreuver.

### Les bandes fleuries
Les bandes fleuries sont des aménagements linéaires composés de plantes herbacées et florales destinées à attirer les pollinisateurs. Ces bandes sont particulièrement utiles dans les zones agricoles et urbaines, où elles offrent un habitat, une source de nourriture et des sites de reproduction pour les abeilles, les papillons et autres insectes bénéfiques. Ces infrastructures contribuent également à la gestion des eaux pluviales, à la réduction de l’érosion des sols et à l’augmentation de la pollinisation naturelle.

### Bienfaits pour la biodiversité
La présence accrue des espèces floristiques et fauniques permet aux écosystèmes d’être plus résilient contre les espèces envahissantes (exotiques ou non).
 Par exemple, au Québec, et particulièrement sur l’Île de Montréal, le problème de l’agrile du frêne a causé la perte d'une grande partie de la population de frêne. Dans un cas où la construction d’infrastructures végétales aurait été faite antérieurement à ce problème, la biodiversité accrue auraient permis d’augmenter les chances que certains prédateurs de l’agrile du frêne, soit présent et puissent naturellement contrôler l’envahisseur avant que la population de frêne soit décimée. La biodiversité apporte aussi une redondance des fonctions apportées par les espèces, ce qui permet une meilleure récupération des fonctions naturelles des écosystèmes à la suite des perturbations naturelles, comme les feux de forêts ou les tempêtes, qui seront à l’avenir de plus en plus courante en raison des changements climatiques. Dans le cas où une espèce ayant une fonction clé dans un écosystème soient grandement affectée par une perturbation, d’autres espèces pourraient prendre la relève des fonctions naturelles apportées antérieurement par l’espèce affectée.

### Bonnes pratiques d'aménagement
Pour maximiser les bénéfices écologiques des infrastructures végétalisées, plusieurs bonnes pratiques doivent être suivies. Cela inclut la sélection de végétaux adaptés aux conditions locales et à la fonction de l’infrastructure, ainsi que l’entretien régulier pour garantir leur pérennité. L’entretien peut inclure l’arrosage, le désherbage et, dans certains cas, la régénération du substrat pour assurer que les plantes reçoivent les nutriments nécessaires à leur croissance.
Il est également important de concevoir ces infrastructures de manière à favoriser la connectivité écologique. Cela implique d’assurer que les différents éléments du réseau d’infrastructures végétalisées soient bien reliés, afin de permettre aux espèces fauniques de se déplacer librement dans les zones urbaines.

#### Collisions entre oiseaux et fenêtres
Il existe aussi beaucoup de détails qui sont à prendre en considération pour réduire la létalité de certains aménagements. La pose de collants aux fenêtres pour éviter l’illusion de continuité de l’espace par la réflexion pour les oiseaux est une bonne pratique, mais qui est rarement effectuée correctement. La forme, la couleur et le motif d’espacement régulier sont des critères à prendre en considération. Les collants doivent être placés sur la surface extérieure de la fenêtre pour éviter de garder l’aspect de réflexion de la vitre. La plantation d’arbre situés près des vitres peut aussi être un moyen de limiter les collisions, mais l’effet inverse peut être observés si l’arbre est situé trop loin de la fenêtre. La réflexion donne l’illusion de la continuité et les oiseaux ont la distance nécessaire pour prendre assez de vitesse pour que les collisions soient létales ou sub-létales. Le rapprochement des arbres aux fenêtres limite la vitesse acquise par l’oiseau avant de percuter la fenêtre ce qui augmente leur chance de survie.

#### Collisions de la faune sur les routes
Une grande quantité d’animaux sont heurtés chaque année et ce, en raison du caractère dangereux des aménagements de routes et autoroutes. Plusieurs aménagements ont été réalisés, comme les passages fauniques, les ponceaux et les clôtures routières.
Les clôtures routières servent à limiter la traverse de la faune sur les autoroutes. Si un animal parvient à franchir cette barrière, des ouvertures canalisées sont situées à un intervalle régulier et l’animal finirait par retourner dans son milieu naturel.
Les passages fauniques sont utilisés dans les cas où les collisions avec la faune sont fréquentes sur certaines sections de routes. Les passages supérieurs sont construits au-dessus des tronçons de routes, et possèdent l’avantage de mieux imiter la continuité naturelle du paysage pour les animaux. Les passages inférieurs sont érigés en dessous des tronçons de voies et sont généralement moins couteux.
Les ponceaux, similaires aux passages fauniques inférieurs, ont aussi la fonction de faire passer l’eau d’un côté à l’autre de la route.

## Aspects juridiques
Certains pays (ex : Allemagne ; lois régionales ou urbaines) protègent dans la loi un réseau répertorié d'infrastructures écologiques.
En France, la trame, en tant que réseau naturel cohérent, telle qu’envisagée par le Schéma de Services Collectifs « Espaces naturels et ruraux (SSC ENR) », est une condition nécessaire au maintien durable du dynamisme de la biodiversité. L'UE et ses États-membres se sont engagés à stabiliser la régression de la biodiversité avant 2010. La France s'est engagée à décliner sur son territoire la stratégie paneuropéenne pour la protection de la diversité biologique et paysagère.
La Directive territoriale d'aménagement, la Directive régionale d'aménagement ou les documents d'urbanisme, les chartes de parcs naturels régionaux, les règlements de parcs nationaux, les schémas régionaux d'aménagement et de développement durable du territoire, les mesures agrienvironnementales, etc. peuvent contribuer à la réalisation et au bon fonctionnement des trames vertes et des réseaux écologiques.
En théorie, la nouvelle Politique agricole commune devrait, dans l'Union européenne, encourager une agriculture durable, et donc, dans le paysage agricole, la protection d'un réseau écologique utile par bien des aspects à l'agriculture elle-même. (Protection des sols, des animaux, des auxiliaires de l'agriculture, lutte contre les sécheresses, les inondations et l'érosion et la dégradation des sols, protection des eaux contre les nitrates, phosphates et pesticides, etc.). En France et dans quelques pays, dans certains contextes des bandes enherbées sont obligatoires. De la même manière, la nouvelle Politique commune de la pêche devrait en introduisant la notion d'approche écosystémique dans la gestion halieutique favoriser l'extension des trames vertes à des zones marines protégées.

## Remarques
- la nécessité d'intégrer, dans la mesure du possible, tout ou partie de l'année :
  - des corridors de silence ou de calme pour répondre aux problèmes de fragmentation respectivement par le bruit et par le dérangement éventuellement liés à la surfréquentation,
  - des corridors de noir, où les effets fragmentant de la pollution lumineuse sont absents ou au moins atténués ;
- un nécessaire partenariat, avec de nombreux acteurs, par exemple en France : DIREN, DDE, DDAF, CETE, régions, départements, agglomérations et toutes collectivités, structures intercommunales, propriétaires, particuliers, Chambres consulaires, aménageurs, agriculteurs, usagers des territoires, Conservatoires, ONF, SANEF, SNCF, VNF, SRPV, ONCFS, SAFER, etc.

Les paysagistes commencent à se saisir de ces notions ; le thème des IIes assises européennes du paysage (mai-juin 2006 à Lille, France) était : Le paysage, un projet pour la planète,.
Les ceintures vertes urbaines peuvent - à certaines conditions - développer des vocations de réservoir de biodiversité et de corridors biologiques. La plus ancienne est celle de Londres, décidée en 1935 et couvrant aujourd’hui de 5 133 km2. Quatorze autres ceintures vertes existent au Royaume-Uni et couvrent 12 % du territoire, limitant l'étalement urbain. Au Canada, Toronto et Ottawa ont aussi une ceinture verte, tout comme Rennes en France. Paris avait un projet de trame verte dans les années 1940, mais non suivi (avec une perte de 2 000 hectares par an au début des années 2000).

## Exemples
De nombreux pays d'Europe du Nord ont un travail en cours sur un réseau écologique.

### Belgique
Toutes les régions ont appliqué le concept, y compris en zone urbaine avec la politique du « maillage vert » et du « maillage bleu » de la Région Bruxelles-capitale.

### France

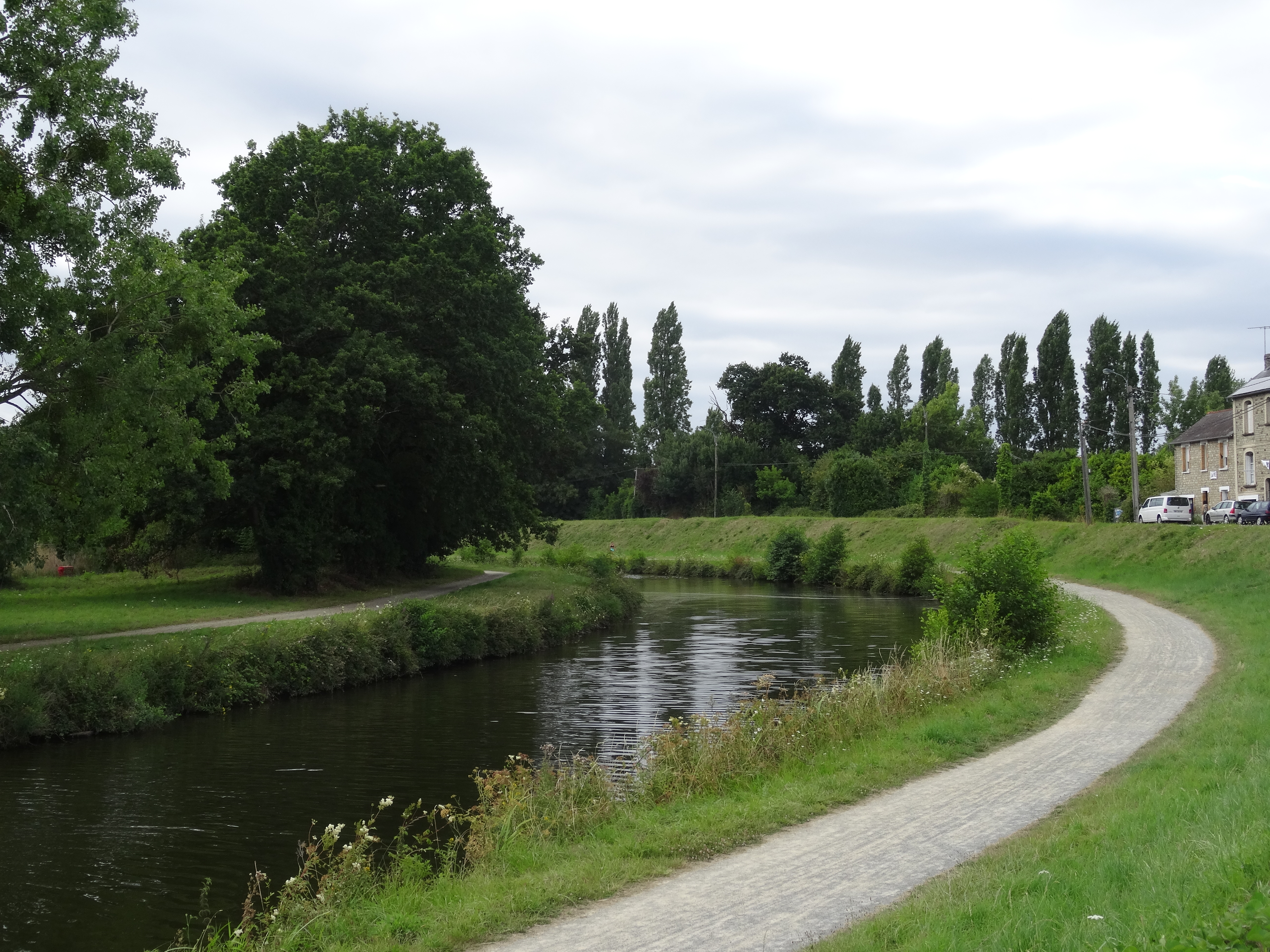
Des milieux semi-naturels peuvent, dans une certaine mesure, contribuer à la trame bleue (ici : le canal d'Ille-et-Rance près des prairies Saint-Martin en plein cœur de Rennes)

La notion de trame verte ici dite « Trame verte et bleue » est une des priorités du Grenelle de l'Environnement (2007) et une des deux priorités environnementales du SRADDET. Elle a été expérimentée depuis 1996 dans la région Nord-Pas-de-Calais, sous la forme de Contrats de Corridors Biologiques, précédant et préparant une politique régionale plus ambitieuse de Trame verte et bleue, scientifiquement étayée, avec pour objet de co-construire un réseau écologique avec les acteurs locaux, et avec les voisins belges et anglais, pour un remaillage écologique cohérent et pertinent du territoire. Dans le cadre du Schéma de service collectif « Espaces naturels et ruraux », c’était l’occasion d’expérimenter et de mettre en œuvre à l’échelle de la région la notion de réseau écologique et de corridors biologiques. À plus grande échelle, c’est l'application locale du réseau écologique paneuropéen qui est en jeu. Fin mars 2007, une séance plénière du conseil régional a validé ce projet, après une séance de travail partagée avec le CESR.
La région Alsace et le département de l'Isère sont également pionniers. Les parcs naturels régionaux y travaillent beaucoup depuis les années 2000, avec un numéro 53 de la revue des parcs consacré aux corridors biologiques en 2005.
Début mars 2008, l'association Alsace Nature (Fédération regroupant 147 associations locales) a été missionnée par le ministère de l'Écologie, à titre expérimental, pour compléter le travail entamé sur la trame verte de la région Alsace. Elle doit, avant le 1er juillet 2008, inventorier, hiérarchiser et cartographier les « barrières écologiques » (ponts, voies ferrées, tunnels, canaux, lignes à haute tension, etc.) et proposer des solutions de remaillage écologique à ces « points noirs », avec une méthode reproductible sur le territoire national. Ce travail servira au Comité opérationnel du Grenelle qui suit le projet de trame verte national, qui rendra ses premières propositions d'ici fin mars, pour qu'elles figurent dans la première loi Grenelle, prévue avant l'été. Un premier bilan a été publié en 2014 par Institut national de recherche en sciences et technologies pour l'environnement et l'agriculture (devenu Institut national de recherche pour l'agriculture, l'alimentation et l'environnement en 2020).
En Corse, la Trame verte et bleue régionale Tissitura Verde e Turchina est intégrée au Plan d'aménagement et de développement durables (PADDUC).
De nombreuses villes envisagent également l'intégration, dans leurs politiques locales, d'une réflexion concernant la préservation, voire la réhabilitation de trames vertes et bleues au sein de leurs territoires les plus urbains. On parle alors de trame écologique urbaine, dans laquelle les aspects paysagers sont un des objectifs.
Parmi ces communes, Rennes, pionnière dans les années 80 avec la création d'une ceinture verte et de villes archipel au-delà de sa rocade a lancé des études dès le début des années 2000. C’est à partir de 2003, dans le contexte des réflexions menées sur le Schéma de cohérence territoriale (SCoT) du Pays de Rennes, que le concept de trame verte et bleue a vraiment pris corps. Commencée partiellement depuis 2000, la trame rennaise axée sur le secteur le plus dense est encore en cours d'élaboration. L'objectif à terme est de créer un corridor de verdure dans la ville entre la forêt de Rennes (nord est) et la vallée de la Vilaine (sud-ouest) à travers le parc des Gayeulles, la Coulée verte, les prairies Saint-Martin, les berges de l'Ille, le centre-ville et les quais de Vilaine,,.
En Bourgogne-Franche-Comté, l'association Le Ruban Vert, présidée par Claire Tutenuit, s’est donné pour mission depuis 2015 de préserver et restaurer la biodiversité dans la partie de la trame verte qui traverse le Nord de l’Yonne, joignant la façade atlantique à la Franche-Comté. Elle encourage l’enrichissement écologique d’espaces agricoles (haies, arbres…), la protection de « perles de nature », espaces privés particulièrement riches en biodiversité, conduit des actions de restauration de mares, le sauvetage d'espèces en danger (amphibiens), la création d’événements culturels et artistiques pour sensibiliser la population aux enjeux écologiques comme des conférences ou sorties-nature ouvertes au public ou encore la biennale Chemins d’artistes qui après une première édition en 2022, se renouvellera en 2024.

### Guides, sites et documents d'aide et conseil
- Ministère de l'écologie (2013), Guide méthodologique Trame verte et bleue et documents d'urbanisme ; à l'attention des collectivités et décideurs, PDF, 54 p.
- Présentation du Guide « SCoT et Biodiversité en Midi-Pyrénées – Guide méthodologique de prise en compte de la trame verte et bleue », destiné à faciliter la prise en compte des enjeux biodiversité et trame verte et bleue (TVB) dans les SCoT (Schémas de cohérence territoriale) | réalisé par la DREAL Midi-Pyrénées et Asconit consultants, juin 2010 ; URL:http://www.trameverteetbleue.fr/sites/default/files/references_bibliographiques/volume-1-1.pdf |titre=volume 1 : titre=volume 2 : compléments techniques et exemples
- Portail internet Centre de ressources national Trame verte et bleue, ouvert le 18 octobre 2011
- ENRx (Espaces naturels régionaux du Nord-Pas-de-Calais) et (présentation); Comment passer à l'action et « Tirer parti des actions engagées », Cahier technique d'ENRx, 2010-2011
- Trame verte et bleue, la continuité en marche dans les territoires, Sciences Eaux & Territoires (2018), n°25, 96 p.